# Andrena melliventris
Andrena melliventris är en biart som beskrevs av Cresson 1872. Andrena melliventris ingår i släktet sandbin, och familjen grävbin. Inga underarter finns listade i Catalogue of Life.